# The Fox and the Hound
The Fox and the Hound è un romanzo scritto dallo scrittore statunitense Daniel P. Mannix. È stato pubblicato per la prima volta nel 1967. Racconta le vicende di Red, (in originale Tod) una volpe rossa, e Toby, (Copper nella versione originale) un cane; è ambientato in una zona rurale degli Stati Uniti. 
Per scrivere il libro, Mannix ha osservato una coppia di volpi addomesticate che aveva in casa, ha studiato inoltre le volpi selvatiche ed ha interrogato cacciatori e guardiacaccia, per descrivere nella maniera più realistica possibile sia il comportamento delle volpi che le tecniche di caccia. Lo stesso autore ha tuttavia ammesso di aver leggermente umanizzato i due animali protagonisti.

## Trama
Copper, un cane segugio, era il preferito dal suo padrone cacciatore, (indicato come "Il Padrone" e mai per nome) ma ora è geloso del nuovo arrivato Chief, un cane più giovane e veloce, che diviene il preferito del cacciatore difendendolo da un grizzly. Nel frattempo, una volpe di nome Tod è stata allevata dagli uomini dopo che la madre è stata uccisa in una battuta di caccia; raggiunto un anno di età, Tod ormai adulto fugge ed impara a sopravvivere nel bosco dove stabilisce il suo territorio. Una notte, la volpe si avvicina alla casa del cacciatore, Chief spezza la sua catena per inseguirla, ma Tod lo attira sulle rotaie, facendolo investire dal treno. Il cane perde la vita nell'incidente e "Il Padrone", deciso a vendicarsi, addestra Copper a seguire solo le tracce di Tod, ignorando quelle delle altre volpi. Il cane e la volpe si scontrano diverse volte, imparando continuamente nuovi trucchi, ma Tod riesce ogni volta a scappare. Tod fa coppia con una volpe femmina con la quale ha dei cuccioli, ma il cacciatore scopre la tana, uccide prima i cuccioli e l'inverno successivo, cattura anche la madre con una tagliola. In seguito Tod trova una nuova compagna, ma anche questa e i cuccioli vengono uccisi dal "Padrone".
Col passare degli anni, vengono costruite nuove strade e case, Tod ha sempre maggiori difficoltà a cacciare, tuttavia non si arrende, mentre le altre volpi diventano spazzine, cercando il cibo tra i rifiuti. Anche "Il Padrone" è in crisi, ha dovuto vendere gran parte della sua terra ed è diventato alcolizzato; solo durante l'inverno, con l'apertura della caccia, si consola cacciando Tod. I paesani cercano di convincere il cacciatore a recarsi in una clinica per curare il suo problema con l'alcool, ma lui si rifiuta, perché i cani non sono ammessi nella struttura e questo vorrebbe dire abbandonare Copper.
Un'estate, si diffonde un'epidemia di rabbia tra le volpi ed una volpe infetta attacca alcuni bambini. I paesani stessi chiedono al "Padrone" di aiutarli e questo dissemina il bosco di trappole ed esche avvelenate. Il veleno uccide però anche gli animali domestici e persino un bambino, le esche rimaste vengono quindi raccolte. Il cacciatore cambia tattica e con l'aiuto di altre persone che fanno da battitori stana le volpi e ne uccide gran parte. Tod però sopravvive e sfugge anche all'inseguimento dei levrieri sguinzagliatigli contro.
"Il padrone" manda allora Copper sulle tracce di Tod, e questo la insegue senza soste per un giorno ed una notte. La mattina successiva, Tod è morto per la stanchezza e Copper, anch'esso in fin di vita, è crollato accanto al corpo della volpe. "Il padrone" si occupa di Copper che torna in salute, ed entrambi godono della loro nuova popolarità, ma dopo qualche mese l'eccitazione per l'impresa di Copper si spegne. "Il padrone" viene lasciato di nuovo solo, e torna a bere. Gli si chiede ancora una volta di prendere in considerazione la possibilità di vivere in una casa di cura, e questa volta è d'accordo. Piangendo, prende il suo fucile, porta Copper fuori, e lo accarezza con dolcezza prima di ordinargli di stendersi. Copre quindi gli occhi del cane che, fiducioso, inizia a leccargli la mano.

## Versioni cinematografiche
Nel 1981 la Walt Disney Pictures si è vagamente basata sul libro per realizzare il film d'animazione Red e Toby - Nemiciamici. La versione animata sebbene fedele in alcuni punti ha addolcito la storia ed ha aggiunto l'amicizia tra i due animali protagonisti ed entrambi sopravvivono nel finale. Nell'idea originale Chief (chiamato in italiano Vecchio Fiuto) sarebbe dovuto morire investito dal treno, come nel libro, ma il produttore e regista del film Art Stevens, contrario all'idea, ha modificato la scena ed anch'esso sopravvive all'incidente. Le età dei due cani, nel film, sono inoltre invertite.
Il film ha avuto un midquel, intitolato Red e Toby 2 - Nemiciamici del 2006, che riprende le vicende dei due animali ancora cuccioli.